# Râul Cuțan
Râul Cupan sau Râul Holom este curs de apă afluent al râului Bâsca Mare. 

## Hărți
- Harta Turistică Covasna